# Rodolphe Rubattel
Rodolphe Rubattel (Villarzel, 4 de septiembre de 1896 – Pully, 18 de octubre de 1961) fue un político suizo, miembro del Partido Radical Democrático (PRD).
Fue Consejero Federal de 1948 a 1954 y Presidente de la Confederación en 1954.

## Biografía
Rodolphe Rubattel era hijo de Ernest Rubattel, Consejero del Estado de Vaud y Consejero Nacional, y sobrino del Consejero Federal Ernest Chuard. Estudió Derecho en la Universidad de Lausana y se doctoró en 1922 con una tesis sobre la regulación del trabajo agrícola en Suiza. En 1914 ingresó en la sociedad estudiantil Helvetia, de la que fue presidente en varias ocasiones.
A continuación se dedicó al periodismo, y trabajó en varios diarios del cantón de Vaud hasta que, en 1932, asumió la dirección del diario radical valdense La Revue de Lausanne. Miembro del Partido Radical Democrático, fue elegido miembro del Gran Consejo en 1933, pero lo abandonó en 1939 tras ser nombrado director del Hospital Cantonal.
Volvió a la política unos años más tarde: en 1944 fue elegido miembro del Consejo de Estado del cantón de Vaud y asumió el Departamento de Agricultura, Industria y Comercio. Tres años más tarde, sin haber sido nunca diputado en las cámaras federales, fue elegido miembro del Consejo Federal (1948-1954), donde sucedió a Walther Stampfli. Se hizo cargo del Departamento de Economía Pública y trabajó para acabar con la economía de guerra, combatiendo la inflación y contribuyendo a la estabilización de la situación económica y monetaria del país.
Fue Vicepresidente de la Confederación en 1953 y Presidente en 1954.
Dejó su cargo el 31 de diciembre de 1954, tras anunciar su dimisión por motivos de salud el 1 de noviembre de aquel año. Falleció el 18 de octubre de 1961 en Pully.